# Live in London (Great White)
Live in London è un album dal vivo del gruppo musicale statunitense Great White, pubblicato esclusivamente in Giappone nel 1990.
Il disco raccoglie parte dell'esibizione tenuta dal gruppo alla Wembley Arena di Londra, nel Regno Unito, durante il tour promozionale dell'album ...Twice Shy.

## Tracce
1. Move It – 5:57
2. Heart the Hunter – 5:23
3. On Your Knees – 4:06
4. House of Broken Love – 6:12
5. Face the Day – 5:24
6. All Over Now – 5:02
7. Once Bitten, Twice Shy – 5:43

## Formazione
- Jack Russell – voce
- Mark Kendall – chitarre, cori
- Michael Lardie – chitarre, tastiere, cori
- Tony Montana – basso
- Audie Desbrow – batteria